# Catoscopiaceae
Catoscopiaceae là một họ rêu trong bộ Bryales.